# Le Dilettante d'Avignon

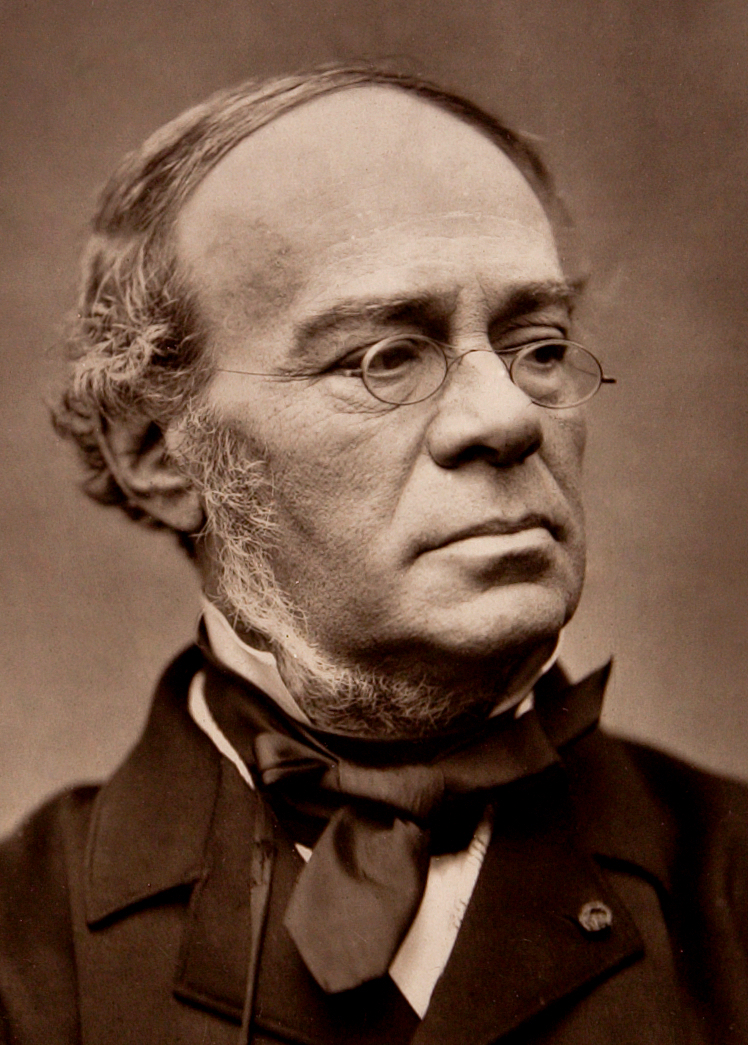
Fromental Halévy

Le Dilettante d'Avignon är en opéra comique i en akt med musik av Jacques Fromental Halévy och libretto av hans brodeer Léon Halévy efter ett ofullbordat verk av François-Benoit Hoffmann. Det var kompositörens första stora succé efter fiaskot med Clari.

## Historia
Léon Halévy erbjöds det ofullbordade librettot till Le Dilettante av Hoffmanns son. Han  utvecklade det till en vitsig satir över italiensk musik. Operan hade premiär på Opéra-Comique den 7 november 1829. Librettot innehåller några fyndiga saker om kompositören; liksom bedragaren 'Imbroglio' var Fromental Halévy själv en stipendiat av Prix de Rome, och var vid tiden en 'chef du chant' (sångansvarig) på Parisoperan.
Operan togs väl emot av kritiker och spelades 119 gånger. Förläggaren Maurice Schlesinger var imponerad av verket, publicerade det och tog hand om Halévys senare verk.

## Personer
| Roller                                                    | Stämma | Premiärbesättning den 7 november 1829 (Dirigent: ) |
| --------------------------------------------------------- | ------ | -------------------------------------------------- |
| Maisonneuve, känd som 'Casanova', chef för Avignonteatern | bas    | Fargueil                                           |
| Élise, hans dotter, känd som 'Corinaldi'                  | sopran | Marie Casimir                                      |
| Marianne, hans niece, känd som 'Marinetta'                |        | Monsel                                             |
| Dubreuil, sångansvarig, känd som 'Imbroglio'              | tenor  | Louis Ponchard                                     |
| Valentin, aktör                                           |        | Boulard                                            |
| Zuccherini, förstetenor                                   | tenor  | Belnie                                             |
| Ribomba, komisk sångare                                   |        | St. Ange                                           |
| Poverino, en sopransångerska                              |        | Jamain                                             |
| Amatörer, dilettanter, teaterkör                          |        |                                                    |

## Handling
Plats: Foajén på en teater i Avignon
Tid:
Bedragaren 'Casanova' (i själva verket en fransman) hävdar att han endast älskar italiensk musik. I själv verket är han musikaliskt okunnig och kan inte tala italienska. Efter att ha avskedat sina franska musiker kallar han till en an audition av några "italienska" sångare (samma franska sångare, fast utklädda). Sångansvarig på teatern, som också utger sig för att var italienare, är betagen i dottern till 'Casanova'. Allt reder upp sig och alla är överens om att det bästa vore att förena det bästa i de franska och italienska traditionerna.